# 목 없는 미녀
"목 없는 미녀"는 한국에서 제작된 이용민 감독의 1966년 영화이다. 김석훈 등이 주연으로 출연하였고 성동호 등이 제작에 참여하였다.

## 출연

### 주연
- 김석훈
- 도금봉
- 정애란

## 기타
- 조명: 양찬종
- 미술: 홍성칠